# O Sobrado
O Sobrado é um filme brasileiro de 1956, do gênero drama, dirigido por Walter George Durst e Cassiano Gabus Mendes e roteiro de Durst, baseado na trilogia O Tempo e o Vento, de Érico Veríssimo.Conta a história do cerco à residência (um sobrado) de um líder político, com conflitos se desenrolando também entre os ocupantes sitiados. As filmagens foram nos Estúdios da Vera Cruz em São Bernardo do Campo. Números musicais com canções do folclore gaúcho ("Canção da Esperança", "Fandango", "Chula do sobrado" e "Nau da Catarineta") com acordeão de Rielinho.

## Elenco
- Fernando Baleroni... Licurgo Cambará
- Bárbara Fázio... Ismália Caré
- José Parisi...Antero
- Lia de Aguiar... Maria Valéria Terra
- Lima Duarte ... Gervásio
- Dionísio de Azevedo ... Fandango
- Márcia Real... Alice Terra Cambará
- David Neto...Alvarino Almaral
- Adriano Stuart ... Rodrigo Terra Cambará
- Xisto Guzzi...Florêncio Terra
- Turíbio Ruiz... Rodrigo Cambará
- Luís Gustavo...Jango Veiga
- Henrique Martins...Zé Lírio / Tenente Liroca
- Jaime Barcelos...Tinoco
- Rosalina Granja...Bibiana Terra Cambará
- Douglas Norris...Trindade
- Aparecida Rodrigues...Laurinda
- David José...Toríbio Terra Cambará
- Batucada...João Batista
- Veridiano...Damião
- Geraldo Louzano...Joviano
- Victor Merinow...Inocêncio
- Romeu Sanchez...Nepomuceno
- Oswaldo Soares...Zé Inácio
- Mauro Pires...Doutor Winter
- Geraldo Castelaro...Padre Atílio

## Sinopse
No final do século XIX, durante a presidência do Marechal Floriano Peixoto, eclode no sul do Brasil a Revolução Federalista. Em Santa Fé, uma pequena vila da Província de São Pedro do Rio Grande do Sul, as duas mais poderosas famílias da região ficam em lados opostos. Os Cambarás são governistas (apelidados de "pica-paus") e os Amaral, dos rebeldes (os "Maragatos"). A disputa atinge o auge quando o Coronel Alvarino Amaral reúne seus empregados e cerca o Coronel Licurgo, fazendeiro, intendente e líder do Partido governista da cidade. Sem alternativa, Licurgo, sua família (os avós, os dois filhos pequenos, a esposa e cunhada) e os outros parentes e empregados tentam defender sua casa (o "sobrado") e o prédio da intendência, se refugiando enquanto aguardam os reforços federalistas. Licurgo sabe que a revolução terminou com a vitória do governo mas esconde dos homens pois quer aproveitar a situação para se livrar definitivamente dos rivais. Pouco depois, reúne-se aos sitiados Ismália, mestiça índia amante ("china") de Licurgo, para raiva da cunhada dele, Maria Valéria. A esposa de Licurgo está grávida e está para dar a luz mas o coronel não aceita pedir trégua para buscar ajuda médica. Os inimigos sobem na torre da igreja e atiram em todos que saem do sobrado, principalmente aqueles que vão até o poço em busca de água. O cerco dura vários dias e a munição e a comida estão no fim mas Licurgo continua a resistir.

## Prêmios
Associação Brasileira de Cronistas Cinematográficos (1956)
Melhor Filme
Melhor Cenografia (Mauro Francini)
Prêmio Saci (1956)
Melhor Ator (Fernando Baleroni)
Prêmio Governador do Estado de São Paulo (1956)
Melhor Diretor
Melhor Cenografia (Mauro Francini)

## Outras adaptações
- - Um Certo Capitão Rodrigo, filme de Anselmo Duarte
  - Ana Terra (filme), dirigido por Durval Garcia
  - O Tempo e o Vento (filme), dirigido por Jayme Monjardim
  - O Tempo e o Vento (minissérie)
  - O Tempo e o Vento (telenovela)